# جاك وجاك
جاك وجاك، هي فرقة في مجال البوب - راب. ولدا في أوماها، نبريسكا. تتكون الفرقة من جاك جيلينسكي وجاك جونسون. هما الآن يقطنان في لوس انجلوس. بعد أن جلب ظهورهما في تطبيق فاين نجاحًا ملحوظًا فساعدهما ذلك باستغلال شهرتهما ونجاحهما والدخول إلى مجال الراب والبوب.

## وصلات خارجية
- جاك اند جاك على موقع ميوزك برينز (الإنجليزية)
- جاك اند جاك على موقع أول ميوزيك (الإنجليزية)
- جاك اند جاك على موقع ديسكوغز (الإنجليزية)